# Pleuronota nigra
Pleuronota nigra är en skalbaggsart som beskrevs av Franz Antoine 2000. Pleuronota nigra ingår i släktet Pleuronota och familjen Cetoniidae. Inga underarter finns listade i Catalogue of Life.